# Pseudemys gorzugi
Pseudemys gorzugi är en sköldpaddsart som beskrevs av  Joseph P. Ward 1984. Pseudemys gorzugi ingår i släktet Pseudemys och familjen kärrsköldpaddor. IUCN kategoriserar arten globalt som nära hotad. Inga underarter finns listade i Catalogue of Life.
Arten förekommer i Texas och New Mexico (USA) samt i norra Mexiko.